# Photedes dulcis
Photedes dulcis là một loài bướm đêm trong họ Noctuidae.